# Izigo
Izigo ist ein Bezirk (Ward) des Distriktes Muleba in der tansanischen Region Kagera.

## Geografie
Izigo liegt im Nordwesten von Tansania auf einer Hochfläche zwischen dem Victoriasee und dem Fluss Ngono. Durch den Bezirk verläuft die asphaltierte Nationalstraße von Bukoba nach Biharamulo. Die Gesamtfläche beträgt 23,2 Quadratkilometer, bei der Volkszählung 2022 lebten 13.297 Menschen in 3297 Haushalten.

## Gliederung
Der Bezirk besteht aus drei Gemeinden (Mtaa) mit 16 Orten (Kitongoji):
| Izigo - Izigo - Kakondo - Burungitaka - Buhazi - Kyamuyozi | Itoju - Iguruibi - Bwami - Bulimba - Ntabo - Kamashwa - Bugashani | Kabare - Kabare A - Kabare B - Maziba A - Maziba B - Kashule |

## Infrastruktur
- Gesundheit: Das Gesundheitszentrum in Izigo bietet Malariabehandlungen, HIV/AIDS-Pflege und -Behandlung, grundlegende Notfallvorsorge und auch stationäre Dienste sowie kleine chirurgische Eingriffe an.[7]
- Bildung: Die weiterführende Schule in Izigo (Secondary School) bildet Jugendliche bis zur 6. Stufe aus.[8]